# Carlos Eduardo Alzate
Carlos Eduardo Alzate Escobar (Tuluá, Valle del Cauca, 23 de marzo de 1983) es un ciclista profesional colombiano de pista y ruta. Actualmente corre para el equipo colombiano de categoría Continental el GW Shimano.

## Palmarés

### Campeonato de Colombia de Pista
- 2003
  -  Medalla de plata en prueba por puntos
- 2005
  -  Medalla de plata en persecución individual

### Juegos de América Central y del Caribe
- San Salvador 2002
  -  Medalla de oro en persecución por equipos
- Cartagena 2006
  -  Medalla de oro en persecución individual

### Copa del mundo
- Aguascalientes 2003
  -  Medalla de oro en persecución por equipos

### Campeonatos panamericanos
- Mar del Plata 2005
  -  Medalla de bronce en persecución por equipos
- Valencia (Carabobo) 2007
  -  Medalla de oro en persecución por equipos
  -  Medalla de oro en persecución individual

### Ciclismo en Ruta
2006
- 1 etapa de la Vuelta a El Salvador

2012
- Walterboro Criterium
- Sandy Springs Criterium
- USA Crits Series Speed Week
- 1 etapa del Nature Valley Grand Prix
- 1 etapa de la Cascade Classic

2013
- Sunny King Criterium
- Tour de Grove
- Basking Ridge Criterium
- USA Crits Series Speed Week

2016
- 1 etapa del Joe Martin Stage Race

2019
- 1 etapa de la Vuelta a Colombia

## Resultados en las Grandes Vueltas y Campeonatos del Mundo
Durante su carrera deportiva ha conseguido los siguientes puestos en las Grandes Vueltas y en los Campeonatos del Mundo:
| Carrera              | 2007 | 2008 | 2009 | 2010 | 2011 | 2012 | 2013 | 2014 | 2015 | 2016 | 2017 | 2018 |
| -------------------- | ---- | ---- | ---- | ---- | ---- | ---- | ---- | ---- | ---- | ---- | ---- | ---- |
| Giro de Italia       | -    | -    | -    | -    | -    | -    | -    | -    | -    | -    | -    | -    |
| Tour de Francia      | -    | -    | -    | -    | -    | -    | -    | -    | -    | -    | -    | -    |
| Vuelta a España      | -    | -    | -    | -    | -    | -    | -    | -    | -    | -    | -    | -    |
| Mundial en Ruta      | -    | -    | -    | -    | -    | -    | -    | -    | Ab.  | Ab.  | -    | -    |
| Mundial Contrarreloj | -    | -    | -    | -    | -    | -    | -    | -    | -    | -    | -    | -    |

-: no participa 
 Ab.: Abandona

## Equipos
- Colombia es Pasión Team (2007)
- Toshiba-Santo Pro Cycling (2008)
- Rock Racing (2010)
- Team Exergy (2011-2012)
- UnitedHealthcare (2013-2018)
- GW Shimano